# Seyed Reza Hosseini Nassab
Grande Ayatollah Seyed Reza Hosseini Nassab, (سيد رضا حسيني نسب) (Yazd, 1960), è un capo religioso iraniano Marja' al-taqlid.
Dopo aver studiato presso il seminario islamico di Qom, si è trasferito in Canada, dove ha fondato l'assemblea islamica Ahlul Bayt a Toronto, il centro islamico Valie Asr di Toronto, ed il centro Ahlul Bayt ad Ottawa.
È stato il presidente e l'Imam del Centro islamico di Amburgo in Germania, ed ha fondato il centro culturale islamico di Berlino. Nel settembre 2003, ha dato le proprie dimissioni come capo del centro islamico di Amburgo, ed è tornato a vivere in Canada, dove ha fondato la scuola islamica Imam Mahdi presso Windsor, ed il centro islamico Imam Mahdi di Toronto.